# Cometes thomasi
Cometes thomasi là một loài bọ cánh cứng trong họ Cerambycidae.